# Pseudomma latiphthalmum
Pseudomma latiphthalmum is een aasgarnalensoort uit de familie van de Mysidae. De wetenschappelijke naam van de soort is voor het eerst geldig gepubliceerd in 1974 door Murano.